# Мая Гойкович

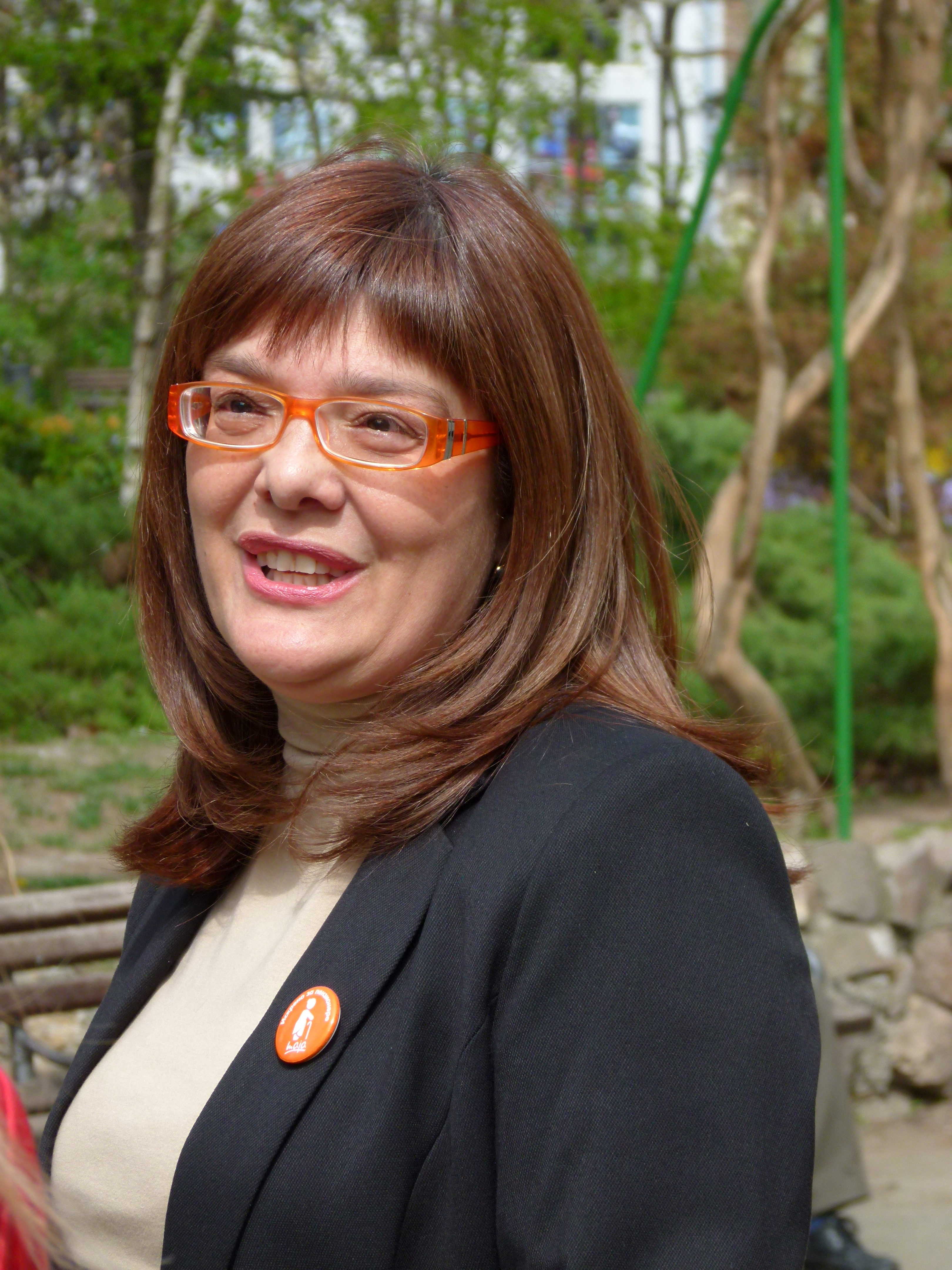
Мая Гойкович

Мая Гойкович (серб. Maja Gojković, Маја Гојковић; нар. 22 травня 1963, Новий Сад) — сербський адвокат і політик. Заступник прем'єр-міністра та міністр культури та інформації з 28 жовтня 2020. Президент Народних зборів Сербії з 23 квітня 2014 до 3 серпня 2021.

## Біографія
1987 року вона закінчила юридичний факультет Новосадського університету, з 1989 року працювала у родинній юридичній фірмі Gojković.
Була однією із засновників Сербської радикальної партії. Спочатку була генеральним секретарем, а потім віцепрезидентом виконавчої ради і заступником лідера партії. Також була юридичним радником Воїслава Шешеля перед Міжнародним трибуналом щодо колишньої Югославії.
З 1992 року була членом парламенту Союзної Республіки Югославії, а у 1996–2000 роках — членом парламенту Воєводини. З березня 1998 до листопада 1999 року обіймала посаду міністра без портфеля в уряді Сербії, а потім віцепрем'єр-міністра федерального уряду. З жовтня 2004 року до червня 2008 року була мером міста Новий Сад.
2008 року вона вийшла з лав Сербської радикальної партії. Гойкович стояла на чолі Народної партії, яка приєдналася до коаліції «Об'єднані регіони Сербії». 2012 року вона отримала мандат члена Народних зборів, того ж року приєдналась до Сербської прогресивної партії.